# Wilhelm Wetzel (Politiker)
Wilhelm Wetzel (* 8. Oktober 1902 in Oberhausen; † 22. Januar 1976 in Lüneburg) war ein deutscher Kommunalpolitiker der NSDAP und Oberbürgermeister der Stadt Lüneburg von 1936 bis 1945.
Wetzel studierte Rechtswissenschaften an der Ludwigs-Universität Gießen und war seit 1922 Mitglied der Burschenschaft Alemannia Gießen. Nach dem Examen wurde er Regierungsrat im Harburger Finanzamt. Am 1. August 1931 trat er in die NSDAP ein. Im Frühjahr 1933 wurde er Vorsitzender der Harburg-Wilhelmsburger Rathausfraktion, dann dort besoldeter Senator. In der Gauleitung stieg er zum Leiter des Amtes für Kommunalpolitik auf und wurde 1936 Oberbürgermeister in Lüneburg. Die Stadt wurde nach dem Groß-Hamburg-Gesetz mit der Abtretung von Harburg-Wilhelmsburg am 1. April 1937 zum Sitz des Gauleiters im Gau Ost-Hannover unter seinem Förderer Otto Telschow. Am Kriegsende geriet er in jugoslawische Kriegsgefangenschaft, aus der er 1951 entlassen wurde.
Nach 1951 saß Wetzel, der seit 1952 als Rechtsanwalt arbeitete, für die FDP im Lüneburger Stadtrat, ab 1957 als Fraktionsvorsitzender, und war Bezirksvorsitzender im „Verband der Heimkehrer, Kriegsgefangenen und Vermisstenangehörigen Deutschlands“. Dort trat er für die Rückkehr aller Kriegsgefangenen aus der UdSSR ein und betonte die deutschen Opfer im Weltkrieg.